# Montauban-de-Bretagne
Montauban-de-Bretagne (bretonsko Menezalban) je naselje in občina v severozahodnem francoskem departmaju Ille-et-Vilaine regije Bretanje. Leta 2009 je naselje imelo 4.606 prebivalcev.

## Geografija
Kraj leži v pokrajini Bretaniji ob reki Garun, 30 km severozahodno od Rennesa.

## Uprava
Montauban-de-Bretagne je sedež istoimenskega kantona, v katerega so poleg njegove vključene še občine Boisgervilly, La Chapelle-du-Lou, Landujan, Le Lou-du-Lac, Médréac, Saint-M'Hervon in Saint-Uniac z 9.938 prebivalci.
Kanton Montauban-de-Bretagne je sestavni del okrožja Rennes.

## Zanimivosti
- grajski stolp - donžon, ostanek nekdanje srednjeveške trdnjave Château de Montauban-de-Bretagne iz 13. stoletja,
- kapela Notre-Dame-de-Lannelou iz 15. stoletja,
- neogotska cerkev sv. Elije iz 19. stoletja,
- arboretum.

## Pobratena mesta
- Bischberg (Bavarska, Nemčija);